# Teen Spirit (álbum)
Teen Spirit é o segundo álbum de estúdio do grupo sueco A*Teens, lançado em 25 de fevereiro de 2001, pela gravadora Stockholm Records. O álbum marca um diferencial na carreira do grupo, uma vez que as canções são originais e não versões cover de canções do ABBA como os de seu antecessor, The ABBA Generation, de 1999. As gravações ocorreram na Suécia, com produtores e criadores com os quais o A-teens não tinham trabalhado ainda. A lista de faixas incluí treze canções com diferentes sonoridades que vão do soul a música latina.
Para promovê-lo foram lançados três singles: "Upside Down", "Halfway Around the World" e "Sugar Rush", todos os três foram performados em shows e programas de TV, além de receberem videoclipes que foram bem executados em canais especializados. Na Suécia, os três singles apareceram entre as canções mais executadas no ano de 2001, com "Upside Down" também entrando na lista de mais executadas no ano de 2000.

## Singles
"Upside Down" é o primeiro single do álbum. Marca a primeira vez em que a banda lançou uma música original, visto que os singles anteriores eram versões de músicas do grupo ABBA. Inicialmente a canção se chamaria "Bouncing Off The Ceiling (Upside Down)", título que foi mantido nos Estados Unidos, mas foi intitulada como apenas "Upside Down". Para promovê-lo foi gravado um videoclipe dirigido por Patrick Kiely que foi filmado entre 13 e 15 de outubro de 2000, no Universal Studios, em Los Angeles, nos Estados Unidos. Ele mostra a banda em um mundo alternativo onde tudo está "de cabeça para baixo". A coreografia foi feita por Wade Robson. O vídeo alcançou o 25º lugar como o mais tocado da MTV México em 2001. Um DVD single da música foi lançado em fevereiro de 2001, para coincidir com o lançamento do álbum, ele contém os videoclipes da faixa-título e o de "Mamma Mia" do álbum The ABBA Generation.
A canção tornou-se o maior sucesso dos A-Teens, sendo conhecida como sua canção-assinatura. Em relação a paradas musicais, obteve boas posições, a saber: atingiu a posição de número 25 no European Hot 100 Singles; Na Suécia, alcançou a posição número dois e ganhou um disco duplo de platina; No Reino Unido, vendeu 3.711 cópias no primeiro dia e chegou ao décimo lugar. Em Portugal atingiu a posição de número 7; Nos Estados Unidos alcançou a posição 93 na Billboard Hot 100, enquanto o single físico alcançou a posição de número 12 na parada de vendas de singles físicos. Em relação a recepção crítica, recebeu 8/10 estrelas do UK Yahoo Music Reviews.
"Halfway Around the World" foi escolhida como o segundo single. O videoclipe estreou em fevereiro de 2001 e foi dirigido por Mikadelica. Mostra os A-Teens em diferentes partes do mundo (Peru, Paris, em algum lugar do Norte e na China) com toda a ação se passando em diferentes estações do ano, mas tudo isso acaba acontecendo em um set de filmagem. Alcançou a posição de número um na Suécia depois de algumas semanas dentro do Top Ten, foi posteriormente certificado como disco de ouro. No Reino Unido, atingiu a posição de número 30, ao passo que na Alemanha e na Suíça atingiu as posições de números 51 e 73, respectivamente.
"Sugar Rush" foi o terceiro e último single. A música foi lançada nas rádios em abril, o videoclipe em maio, e o single físico em junho. As filmagens do videoclipe ocorreram em Malibu, na Califórnia, enquanto a banda estava promovendo o álbum e em turnê com o cantor estadunidense Aaron Carter. A direção é de Patrick Kiely que dirigiu "Upside Down" e "Dancing Queen". Nas paradas musicais apareceu nas posições de número 15 e 72, na Suécia e na Alemanha, respectivamente.
Uma canção que não faz parte da lista de faixas de Teen Spirit chegou a ser gravada e lançada como single, trata-se de "Heartbreak Lullaby", que faz parte da trilha sonora do filme da Disney O Diário da Princesa. A canção fez sucesso, atingiu a posição de #7 na Suécia, #77 na Alemanha, e #97 na Suíça. Com a boa recepção da canção, o álbum foi relançado em 21 de janeiro de 2002, com o nome Teen Spirit - New Version.

## Recepção crítica
| Críticas profissionais | Críticas profissionais |
| Avaliações da crítica  | Avaliações da crítica  |
| Fonte                  | Avaliação              |
| ---------------------- | ---------------------- |
| AllMusic               | [ 2 ]                  |
| Billboard              | (Mixed)                |
| Laut                   | [ 27 ]                 |
| Robert Christgau       | dud                    |
| Rolling Stone          | (Negative)             |
| Sonic.net              | [ 30 ]                 |
| Wall of Sound          | (40/100)               |

Em uma resenha mista, a revista Billboard disse que o grupo "se esforça para se estabelecer como uma entidade durável com uma dúzia de cantigas leves que variam em qualidade de guilty pleasures a fórmulas já datadas". Em relação aos pontos positivos a crítica disse que "Bouncing Off the Ceiling (Upside Down)" e "... To the Music" "têm um charme inegavelmente ensolarado que vai agradar a alguns pré-adolescentes" e que "Halfway Around the World" " poderia realmente chamar a atenção de adultos famintos por uma diversão açucarada", mas no geral o álbum "é uma coleção mais de erros do que de êxitos".
Escrevendo para o site AllMusic, Jon Azpiri avaliou com duas de cinco estrelas, dizendo que "algumas pessoas simplesmente não sabem quando parar" e que neste álbum "em vez de copiar descaradamente o ABBA, eles escolhem imitar o som de marca registrada do onipresente superprodutor pop sueco Max Martin".
O site Laut avaliou com duas estrelas de cinco, criticou as semelhanças da música com sucessos recentes do 'NSync, Backstreet Boysse Britney Spears, mas disse: "Pelo menos o clima feliz ainda lembra o ABBA".
Em sua resenha para a revista Rolling Stone J.R. Griffin afirmou que "sem as melodias nostálgicas do ABBA ao seu lado, os A-Teens se rebaixaram ao nível do S Club 7, um Ace of Base mais jovem e Deus me livre, o Aqua. Esse material sentimental vai atrair apenas para as pessoas mais jovens que são conhecidas por sintonizar na Rádio Disney continuamente".
Escrevendo para o site Sonic.net, Paul Gaita deu ao álbum sua classificação mais alta, duas estrelas e meia de cinco, e disse que se o grupo "pretende cumprir a ameaça de sua faixa final e "Back for More" [voltar para mais], eles precisarão trabalhar duas vezes mais para dissipar os fantasmas do [ABBA] e também essa nova personalidade da IKEA".
Gary Graff, do Wall of Sound, também criticou as semelhanças entre a produção do álbum e os recentes lançamentos produzidos por Max Martin e deu ao álbum uma pontuação de 40 em 100. Ele elogiou os membros do grupo Amit e Dhani por assumirem um papel mais proeminente desta vez, afirmando que o grupo alcançou alguns momentos no estilo ABBA nas peças pop exuberantes "Sugar Rush" e "Back for More".

## Desempenho comercial
Comercialmente, o álbum tornou-se mais um sucesso na discografia do grupo. Obteve o certificado de ouro nos EUA, na Suécia, no Chile e na Argentina. As vendas atingiram mais de 1,2 milhão de cópias no mundo dando ao grupo um total de 5 milhões de cópias vendidas com seus dois primeiros álbuns.

## Lista de faixas
Créditos adaptados do encarte do CD Teen Spirit, de 2001.
| N.º | Título                          | Compositor(es)                                         | Duração |  |
| 1.  | "Upside Down"                   | Gustav Jonsson, Markus Reza Sepehrmanesh, Tommy Tysper | 3:14    |  |
| 2.  | "...To the Music"               | Flame, Rebecca Hortlund, J. Boogie, RedOne             | 3:22    |  |
| 3.  | "Halfway Around the World"      | Jonsson, Sepehrmanesh, Tysper                          | 3:41    |  |
| 4.  | "Firefly"                       | Fredrik Thomander, Anders Wikström                     | 3:07    |  |
| 5.  | "Sugar Rush"                    | Thomander, Wikström                                    | 3:03    |  |
| 6.  | "Rockin'"                       | Sigurd Rosnes                                          | 3:27    |  |
| 7.  | "Around the Corner of Your Eye" | Thomander, Wikström                                    | 4:12    |  |
| 8.  | "Slammin' Kinda Love"           | Jan Kask, Peter Mansson                                | 3:04    |  |
| 9.  | "All My Love"                   | Leif Sundin, Thomas Jansson                            | 3:17    |  |
| 10. | "For All That I Am"             | Andreas Claeson, John Hjalmarsson, Johan Folke Norberg | 3:19    |  |
| 11. | "That's What (It's All About)"  | Stefan Nee, Tysper                                     | 3:17    |  |
| 12. | "Morning Light"                 | E-Type, Kristian Lundin, Mud                           |         |  |
| 13. | "Back for More"                 | Thomander, Wikström                                    | 3:13    |  |

## Tabelas
| Tabela musical (2001)                 | Melhor posição |
| ------------------------------------- | -------------- |
| Áustria (Ö3 Austria Top 40)           | 18             |
| Dinamarca (Hitlisten)                 | 30             |
| Países Baixos (Dutch Charts)          | 42             |
| European Top 100 Albums               | 13             |
| Finlândia (Suomen virallinen lista)   | 33             |
| Alemanha (Offizielle Deutsche Charts) | 5              |
| Noruega (VG-lista)                    | 37             |
| Suécia (Sverigetopplistan)            | 2              |
| Suíça (Schweizer Hitparade)           | 13             |
| Estados Unidos (Billboard 200)        | 50             |

| Tabela musical (2001)              | Posição |
| ---------------------------------- | ------- |
| Swedish Albums (Sverigetopplistan) | 68      |

## Certificações e vendas
| Região                                                                                             | Certificação | Vendas    |
| -------------------------------------------------------------------------------------------------- | ------------ | --------- |
| Argentina (CAPIF)                                                                                  | Ouro         | 20,000^   |
| Chile                                                                                              | Ouro         | 15,000    |
| Estados Unidos (RIAA)                                                                              | Ouro         | 500,000^  |
| Suécia (GLF)                                                                                       | Ouro         | 40,000^   |
| Resumos                                                                                            |              |           |
| Mundo                                                                                              | —            | 1,200,000 |
| *números de vendas baseados somente na certificação ^distribuições baseadas apenas na certificação |              |           |